# دن گرتلر
دن گرتلر (انگلیسی: Dan Gertler؛ زادهٔ دسامبر ۱۹۷۳ (۵۱ سال)) کارآفرین اهل اسرائیل است. وی از سال ۱۹۹۶ میلادی تاکنون مشغول فعالیت بوده‌است.